# Odil Hannes Steck
Odil Hannes Steck (*  26. Dezember 1935 in München; † 30. März 2001 in Zürich) war ein deutscher evangelischer Theologe und Hochschullehrer für Altes Testament.
Steck wurde als erstes Kind von Dr. Max Steck und seiner Ehefrau Hanna, geb. Marx, in München geboren. Von 1942 bis 1946 besuchte er Volksschulen in München und Risting, bis zur Reifeprüfung im Sommer 1954 das humanistische Gymnasium in Traunstein. Steck studierte von 1954 bis 1961 vorwiegend in Heidelberg Evangelische Theologie, daneben auch in Neuendettelsau, Wuppertal und Erlangen. Von 1957 bis 1962 wurde er durch die Studienstiftung des Deutschen Volkes gefördert. Im Frühjahr 1961 legte er das Erste Theologische Examen bei der Evangelisch-Lutherischen Kirche in Bayern ab. In den Jahren 1962 und 1963 war er Vikar im Gemeindedienst und wurde 1963 durch die bayerische Landeskirche ordiniert. Als Verwalter einer Assistentenstelle im Fach Praktische Theologie an der Universität Heidelberg promovierte er 1965 bei Günther Bornkamm im Fach Neues Testament, habilitierte sich aber 1967 für Altes Testament (bei Gerhard von Rad). 1968 erhielt Steck einen Ruf auf eine Professur für Altes Testament an der Universität Hamburg, wechselte 1976 an die Universität Mainz und wurde 1978 Professor für Alttestamentliche Wissenschaft und Spätisraelitische Religionsgeschichte an der Universität Zürich, wo er bis zu seinem Tod lehrte.
Seine Forschungsschwerpunkte waren die Redaktionsgeschichte der Prophetenbücher, das apokryphe Buch Baruch sowie die Theologie der Urgeschichte und der Psalmen. Sein bekanntestes Werk ist die 1971 gemeinsam mit Hermann Barth verfasste und inzwischen in 14. Aufl. (1999) vorliegende Einführung Exegese des Alten Testaments. Leitfaden der Methodik. Ein Arbeitsbuch für Proseminare, Seminare und Vorlesungen.

## Schriften (Auswahl)
- Israel und das gewaltsame Geschick der Propheten. Untersuchungen zu Überlieferung des deuteronomistischen Geschichtsbildes im Alten Testament, Spätjudentum und Urchristentum (= WMANT Bd. 23). 1967 (Diss. Heidelberg 1965).
- Überlieferung und Zeitgeschichte in den Elia-Erzählungen (= WMANT Bd. 26). 1968 (Habil. Heidelberg 1967).
- Das Problem theologischer Strömungen in nachexilischer Zeit. In: Evangelische Theologie 28, 1968, S. 445–458.
- Die Paradieserzählung. Eine Auslegung von Genesis 2,4b–3,24 (= BSt 60). Neukirchener Verlag, Neukirchen 1970
- Friedensvorstellungen im alten Jerusalem. Psalmen. Jesaja. Deuterojesaja (ThSt 111). 1972.
- Der Schöpfungsbericht der Priesterschrift. Studien zur literarkritischen und überlieferungsgeschichtlichen Problematik in Genesis 1,1–2,4a (= FRLANT 115). 1975.
- Die Aufnahme von Genesis 1 in Jubiläen 2 und 4. Esra 6. In: JSJ 8, 1977, S. 154–182.
- Theological Streams of Tradition. In: D.A. Knight (Hrsg.): Tradition and Theology in the Old Testament. Philadelphia 1977, S. 183–214.
  - Strömungen theologischer Tradition im alten Israel. In: Hartmut Gese, Rudolf Smend, Odil Hannes Steck, Walther Zimmerli: Zu Tradition und Theologie im Alten Testament (= BThSt 2), 1978, S. 27–56.
- Zwanzig Thesen als alttestamentlicher Beitrag zum Thema: Die jüdisch-christliche Lehre von der Schöpfung in Beziehung zu Wissenschaft und Technik. In: Kerygma und Dogma 23, 1977, S. 277–299.
- Alttestamentliche Impulse für eine Theologie der Natur. In: Theologische Zeitschrift 34, 1978, S. 202–211.
- Welt und Umwelt (Kohlhammer Taschenbücher 1006, Biblische Konfrontationen). 1978.
  - World and Environment (= Biblical Encounter Series). Abingdon, Nashville, 1980.
- Moses und Aron. Die Oper Arnold Schönbergs und ihr biblischer Stoff (Kaiser Taschenbücher 56). Kaiser, München 1981.
- Wahrnehmungen Gottes im Alten Testament. Gesammelte Studien (ThB 70). Kaiser, München 1982.
- Die Herkunft des Menschen. Theologischer Verlag, Zürich 1983.
- Bereitete Heimkehr. Jesaja 35 als redaktionelle Brücke zwischen dem Ersten und dem Zweiten Jesaja (= SBS 121). 1985.
- Studien zu Tritojesaja (= BZAW 203). de Gruyter, Berlin 1991.
- Der Abschluss der Prophetie im Alten Testament. Ein Versuch zur Frage der Vorgeschichte des Kanons (= BThSt 17). 1991.
- Gottesknecht und Zion. Gesammelte Aufsätze zu Deuterojesaja (= FAT 4). 1992.
- Der Gottesknecht als «Bund» und «Licht». Beobachtungen im Zweiten Jesaja. In: Zeitschrift für Theologie und Kirche 90, 1993, S. 117–134.
- Das apokryphe Baruchbuch. Studien zu Rezeption und Konzentration «kanonischer» Überlieferung (= FRLANT 160), 1993.
- Die Prophetenbücher und ihr theologisches Zeugnis. Wege der Nachfrage und Fährten zur Antwort. 1996.
  - Prophetic Books and their Theological Witness, transl. by J.D. Nogalski. Chalice Press, St. Louis MO, 2000.
- Die erste Jesajarolle von Qumran (1QIs). Schreibweise als Leseanleitung für ein Prophetenbuch (= SBS 173/1.2). 1998.
- Das Buch Baruch übersetzt und erklärt (ATD Apokryphen 5). 1998, S. 11–68
- Lehrstuhl für Alttestamentliche Wissenschaft in Zürich. In: Theologische Zeitschrift 57, 2001, S. 199–209 (PDF-Datei).
- Gott in der Zeit entdecken. Die prophetischen Bücher des Alten Testaments in spätisraelitischer Zeit als Fundament und Vorbild für Theologie und Kirche. Neukirchen-Vluyn 2001.
- Der Lebensspur Gottes nachgehen. Predigten. Stuttgart, Kohlhammer 2001.